# 대니얼 블럼버그
대니얼 블럼버그 (1990년 출생)는 잉글랜드의 예술가, 음악가, 작곡가 이자 작곡가이다. 2024년 영화 브루탈리스트의 음악으로 2025년에 영국 아카데미 음악상과 아카데미 음악상을 수상했다.

## 음악 경력

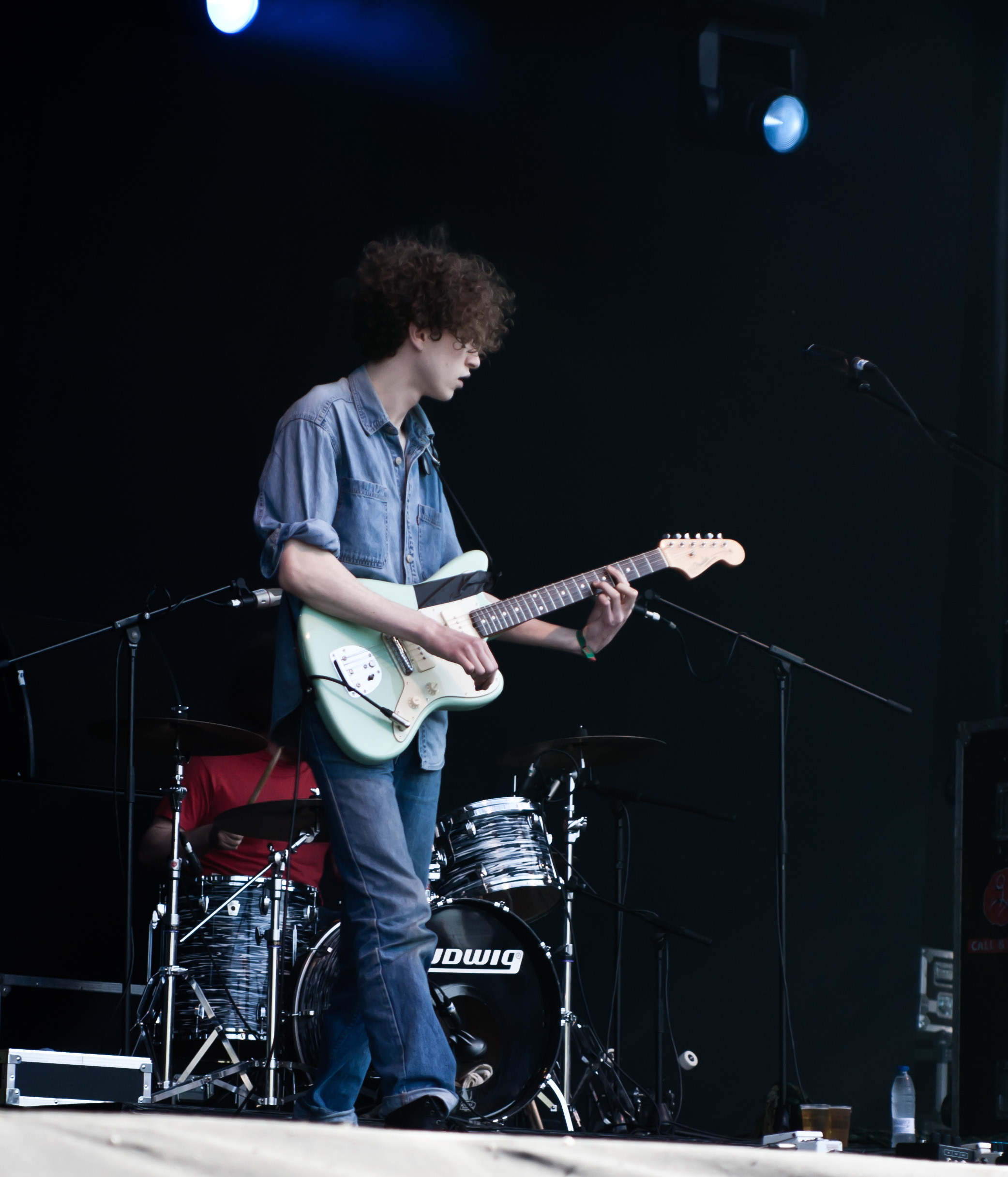
2011년 프리마베라 사운드에서 역과 함께한 블럼버그

블럼버그는 유대교 가족에서 자랐다. 2005년, 15세의 나이에 블럼버그는 밴드 Cajun Dance Party를 공동 설립하고 보컬을 맡았으며, 2008년에 유일한 앨범인 The Colourful Life를 발표했다. 2009년부터 2013년까지 블럼버그는 인디 록 밴드 역의 프론트맨이자 기타리스트였으며, 그들의 2011년 데뷔 앨범은 긍정적인 평가를 받았다. 역에서 활동하는 동안 블럼버그는 Oupa로도 활동하며 2011년에 앨범 Forget을 발표했다.
그는 2013년 다른 프로젝트에 집중하기 위해 역을 떠났는데, 그 첫 번째 프로젝트는 닐 마이클 해거티가 프로듀싱한 블럼버그의 솔로 프로젝트인 Hebronix의 Unreal이었다. 이 앨범은 2013년 ATP Recordings에서 발매되었다. 이어서 닐 마이클 해거티와의 스플릿 싱글이 Heb-Hex라는 이름으로 발매되었다.
2013년부터 블럼버그는 주로 Cafe Oto 주변에서 Oto Project Space를 활용하며 시모어 라이트, 빌리 스타이거, 톰 휘틀리, 우테 칸기서, 로스 램버트, 엘빈 브란디와 정기적으로 작업했다.
그는 2019년 Il Manifesto와의 인터뷰에서 "라이브 음악은 라이브여야 한다. 한 콘서트에서 다른 콘서트까지 무슨 일이 일어날지 말할 수 없다. 다른 구성과 조합으로 소리를 낸다. 지금 나는 빌리와 톰과 함께 트리오로 활동하고 있다. 공간과 맥락은 항상 다르기 때문에 우리가 만드는 음악은 결코 같지 않다"고 설명했다.
Mute Records는 2018년 5월 블럼버그의 첫 솔로 앨범 Minus를 발매했다. Minus는 스콧 워커의 프로듀서 피터 월시가 Cafe Oto에서 블럼버그가 만난 빌리 스타이거(바이올린), 톰 휘틀리(더블 베이스), 우테 칸기서(첼로), 테리 데이(보컬) 등 급진적인 음악가들과 함께 녹음했다. 짐 화이트가 앨범에서 드럼을 연주했다. Minus는 매우 긍정적인 평가를 받았는데, 타임스는 별점 5점 만점에 5점을 주며 "현대 고전"으로 극찬했고, 빌보드는 "올해 들을 수 있는 가장 독특하고 정교한 음반 중 하나"라고 평했다. 앨범에 대한 다른 비평가들의 찬사 중 러프 트레이드 레코드는 이 앨범을 2018년 최고의 앨범 6위로 선정했다.
2018년 4월 11일, Cafe Oto의 OtoRoku는 빌리 스타이거, 톰 휘틀리, 우테 칸기서와 함께 2월 28일에 녹음한 라이브 앨범을 발매했다. 이 앨범은 마르타 살로니 등이 믹싱했다.
2018년 6월 5일, 블럼버그, 스타이거, 휘틀리는 Minus의 두 곡 "The Bomb"과 "Minus"를 Later... with Jools Holland에서 연주했다.
Liv는 2018년 12월 Mute Records에서 발매되었다. 이 앨범은 원래 2014년 런던 사르마 스튜디오에서 라이브로 녹음되었으며, 모노신스에 마쓰다 고헤이, 바이올린에 빌리 스타이거, 더블 베이스에 톰 휘틀리가 참여했다. 블럼버그는 앨범 홍보를 위해 함부르크 엘프필하모니에서 아르토 린제이와 함께 그리고 카토비체 아르스 카메라리스, 헤이그 크로싱 보더, 밀라노 트리엔날레 및 End of the Road Festival 등 국제 페스티벌에서 다양한 구성으로 유럽 전역에서 공연했다.
2019년 12월 17일, ICA의 페레 포르타벨라 회고전에서 톰 휘틀리와 듀오로 오토바이와 함께 공연했다.
2020년 3월, Cafe Oto에서 라이브 스트림 콘서트를 열어 공연장 기금 모금 행사의 일환으로 자신의 노래를 라이브로 연주하는 것 외에도 라이브 드로잉의 확장된 부분을 포함시켰다. 이 콘서트는 다음 달 와이어에 애비 블리스가 쓴 반 페이지짜리 기사로 평론되었다.
Mute Records의 두 번째 앨범인 On&On은 2020년 7월 31일에 발매되었다. 이 앨범에는 Minus와 동일한 핵심 연주자들이 참여했으며, 트랙 "Silence Breaker"에 엘빈 브란디가 보코더 보컬을 추가했고, 피터 월시가 다시 프로덕션을 맡았다. 초기 평론은 압도적으로 긍정적이었는데, 파이낸셜 타임스는 별점 5점을 주며 '놀랍도록 좋은 앨범'이라고 평했고, 인디펜던트는 별점 4점 평론에서 '뛰어난 작품'이라고 불렀으며, 언컷은 "또 다른 훌륭한 LP"라고 극찬하며 8/10점을 주었다. 피치포크는 7.6점을 주며 "블럼버그는 즉흥 연주와 반복을 사용하여 전통적인 작곡 방식에서 벗어났다"고 주장했다.
그의 세 번째 스튜디오 앨범 GUT는 2023년 5월 26일, 다시 한번 Mute Records를 통해 발매되었다. 이 앨범은 같은 해 4월 5일에 발매된 싱글 "CHEERUP"에 앞서 나왔다.

## 음악 협업
블럼버그는 색소폰 연주자 시모어 라이트와 함께 GUO로 활동한다. 그들의 첫 발매작인 GUO1은 2016년에 데이비드 투프의 텍스트와 함께 자가 발매되었다. 2017년, GUO2는 Cafe Oto의 레이블 Oto Roku에서 발매되었고, 미국 영화 제작자이자 배우인 브레이디 코베이의 텍스트가 포함되었다.
GUO4는 2019년 9월 20일 Mute Records에서 발매되었으며, 터너상 수상 집단인 어셈블의 프란 에저리(Fran Edgerley)의 텍스트와 피터 스트릭랜드의 단편 영화가 포함되었다.
BAHK, 블럼버그와 엘빈 브란디(듀오 Yeah You 소속)의 지속적인 협업은 산발적인 콘서트, 레지던시, 협업 음악, 드로잉 및 영화를 포함했다. 이 그룹은 2020년 5월 Qu Junktions 컴필레이션 Hope You're Well에서 첫 번째 트랙을 발표했다. 이 듀오는 또한 2020년 6월 Homecooking을 통해 방송된 블럼버그의 시리즈 Silver Dinner를 위한 비디오 작품과 실버포인트 드로잉을 고안했으며, 여기에는 블럼버그가 일본 음악가 하이노 케이지와 협업했다. 2021년 12월 BAHK는 AQNB를 통해 'Alternatives for a Future Society beyond Head Infected Bodies'라는 15분짜리 영화 작품을 처음 공개했다.

## 영화 음악
2018년, Curzon Cinemas/(BFI)는 블럼버그에게 그들의 아녜스 바르다 영화 시즌 Gleaning Truths를 시작할 음악을 작곡하도록 의뢰했으며, 이는 2018년 7월에 발표되어 영국을 순회했다.
2019년, GUO는 영국 감독 피터 스트릭랜드와 협업하여 GUO4라는 단편 영화를 제작했으며, 이는 Mute에서 음반 발매와 동시에 2019년 8월 제76회 베네치아 국제 영화제에서 첫 선을 보였다. 영국에서는 2019년 10월 제63회 BFI 런던 영화제에서 데뷔했다.
2019년 10월, GUO는 미국 영화 감독 브레이디 코베이와 단편 영화 및 공연 GYUTO를 공동 제작했으며, 이는 런던의 Close-Up Film Centre에서 첫 선을 보였다.
2020년 7월, 모나 파스트볼의 영화 The World to Come — 버네사 커비, 캐서린 워터스턴, 케이시 애플렉, 크리스토퍼 애벗 주연 — 가 제77회 베네치아 영화제 경쟁 부문에서 첫 선을 보일 것이라고 발표되었으며, 이 영화의 오리지널 스코어는 블럼버그가 작곡했다. 페터 브뢰츠만, 조세핀 포스터 및 스티브 노블 등 아방가르드 음악가들이 이 스코어에 참여했으며, 피터 월시가 프로듀싱했다. 첫 선을 보인 후, 옵서버는 블럼버그의 작품을 '탁월하게 독창적'이라고 평했다. 인디와이어는 이 작품을 2021년 최고의 영화 음악 1위로 선정하며 "올해 어떤 영화에서도 음악이 스토리의 흐름과 질감에 이보다 더 중요했던 적은 없었다... 블럼버그의 첫 영화 음악은 첫사랑의 아픔을 그 뒤에 남겨진 메아리를 들음으로써 너무나 아름답게 결정화시켰다"고 썼다. Mute는 2022년 1월 14일 한정판 바이닐 및 CD로 이 음악을 발매했으며, 페터 브뢰츠만의 두 개의 확장된 솔로 즉흥 연주를 실제 음반 독점 수록곡으로 포함했다. 2022년 5월, 블럼버그는 The World To Come으로 생애 첫 아이버 노벨로 어워드 최우수 오리지널 영화 음악상을 수상했다.
블럼버그는 브레이디 코베이의 2024년 영화 브루탈리스트의 음악을 작곡했는데, 이 영화에는 에이드리언 브로디가 홀로코스트에서 살아남아 미국에서 새로운 삶을 건설하는 헝가리계 유대인 건축가 라즐로 토스 역으로 출연한다. 더 할리우드 리포터는 이 음악을 "웅장한 음악"이라고 불렀으며, 보그는 "딸랑거리는 재즈 혼과 피아노에서 토스의 내면 세계의 혼란을 불러일으키는 울부짖는 영화를 흔드는 금관악기와 드럼으로 우아하게 전환된다"고 썼다. 이 음악은 영화에서 특히 중요한 역할을 하며, 파이낸셜 타임스는 "인상적"이라고, 사이트 & 사운드는 "근육질적이고 활기찬"이라고 묘사했다. 이 영화는 코베이의 이전 영화들을 작곡했던 스콧 워커의 기억에 헌정되었다. 더 할리우드 리포터는 "블럼버그의 감동적인 작품은 미묘한 메아리로 그를 [워커] 기리며, 때로는 미카추의 거친 가장자리나 테런스 블랜처드의 엄숙한 웅장함과도 비교된다"고 썼다.. 그의 음악은 2024년 최고의 음악 중 하나로 평가받았으며, 영국 아카데미 음악상과 아카데미 음악상 등 다양한 상을 수상했다.

## 시각 예술
블럼버그는 주로 소묘 매체에서 작업하는 시각 예술가이다. 실버포인트라는 고대 기법으로 형상 소묘를 만들며, 수채화와 흑연도 사용한다. 2015년에 런던의 Royal Drawing School에서 전통 소묘 기법 디플로마를 공부할 장학금을 받았다.
2019년, 함부르크 Deichtorhallen에서 열린 Hyper! Exhibition에 참여하여 대규모 흑연 드로잉을 선보였다. 또한 그의 미니어처 수채화 10점과 비디오 작품 2점도 전시되었다. 한스 울리히 오브리스트는 Hyper! 전시 카탈로그에서 "대니얼 블럼버그는 음악과 예술이라는 두 세계 사이를 매우 섬세하게 움직인다"고 썼다.
그는 2019년 런던 유니온 갤러리에서 첫 개인전 UN-ERASE-ABLE을 열고 "마이크로그램"이라고 부르는 실버포인트 미니어처 작품들을 선보였다.
2020년, 로마 MACRO 현대미술관의 JOMO 시리즈를 위한 단편 작품과 밀턴킨스 MK 갤러리를 위한 드로잉 시리즈를 통해 실버포인트 작업을 계속했다. 또한 Homecooking에서 디지털 미디어 전시를 열었는데, 하이노 케이지와 엘빈 브란디와의 협업으로 드로잉, 음악, 퍼포먼스, 비디오를 결합한 SILVER DINNER라는 시리즈를 만들었다.
그는 Marianna Simnett의 비디오 작품 "Dance, Stanley Dance"의 음악을 작곡했는데, 이 작품은 2020년 5월 런던 Matts Gallery에서 첫 선을 보였다.
2020년 6월 20일부터 2021년 1월 10일까지 블럼버그는 로테르담 쿤스트할에서 열린 Black Album, White Cube 전시회에 알베르트 외렌, 스콧 킹, 마크 레키 등 예술가들과 함께 대규모 흑연 드로잉을 전시했다.